# Narnia wilsoni
Narnia wilsoni är en insektsart som beskrevs av Van Duzee 1906. Narnia wilsoni ingår i släktet Narnia och familjen bredkantskinnbaggar. Inga underarter finns listade i Catalogue of Life.